# Šošůvka
Šošůvka (en allemand : Schoschuwka) est une commune du district de Blansko, dans la région de Moravie-du-Sud, en République tchèque. Sa population s'élevait à 669 habitants en 2020.

## Géographie
Šošůvka se trouve à 10 km au nord-est de Blansko, à 27 km au nord-nord-est de Brno et à 183 km à l'est-sud-est de Prague.
La commune est limitée par Sloup à l'ouest et au nord, par Vysočany et Holštejn à l'est, par Ostrov u Macochy au sud.

## Histoire
La première mention écrite de la localité date de 1374.